# 路德宗圣三一堂

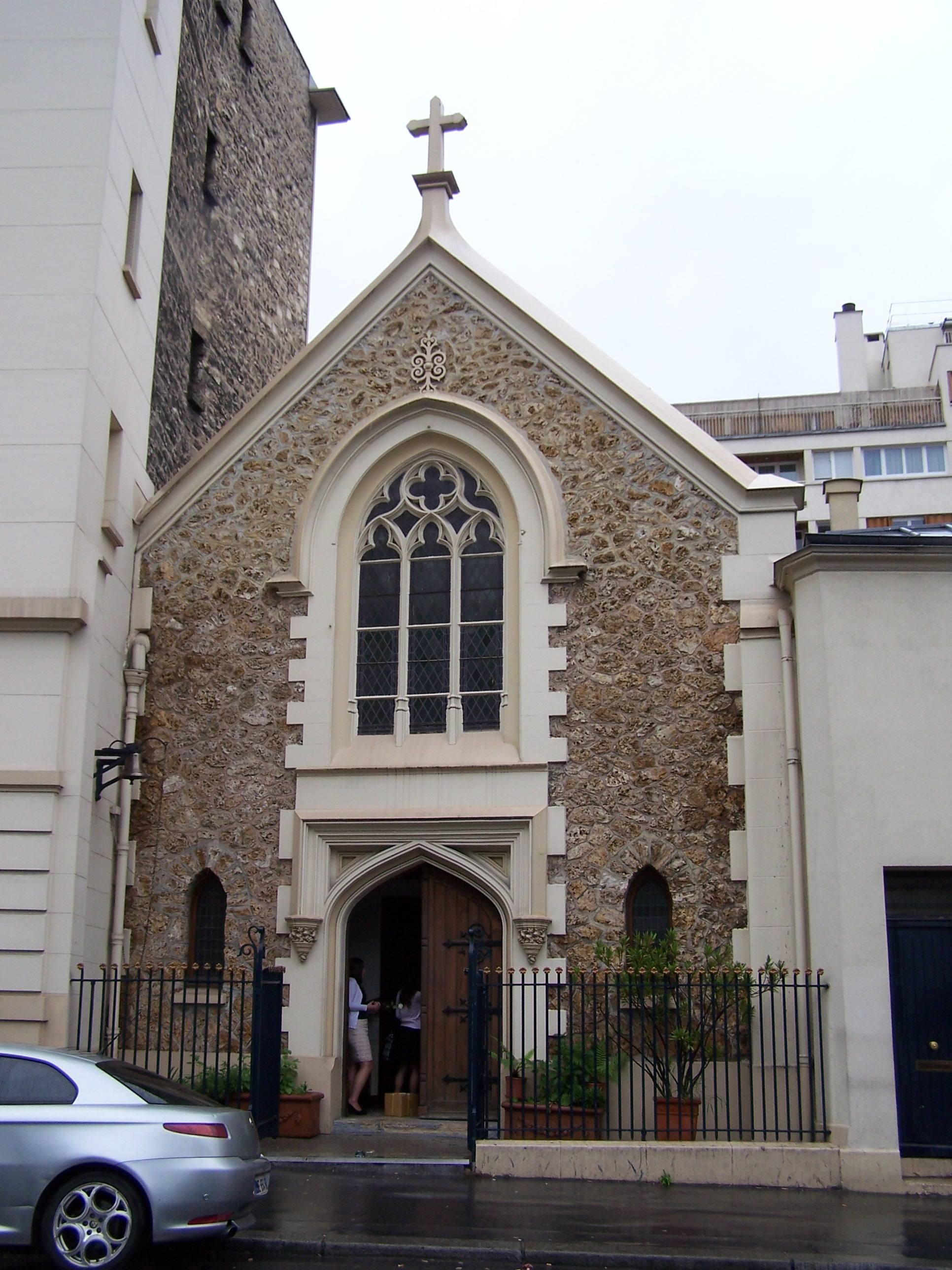

路德宗圣三一堂（Église luthérienne de la Trinité）是一座路德宗教堂，位于巴黎十三区樊尚·奥里奥尔大道（Boulevard Vincent-Auriol）172号。 

## 历史
该堂于1888年3月18日举行献堂仪式，由建筑师让·纳维尔和亨利·肖凯建造。